# Jafar Kashani
Jafar Kashani (en persa: جعفر اشرف کاشانی‎, Teherán, Irán imperial; 21 de marzo de 1944 – Teherán, Irán; 2 de octubre de 2019) fue un futbolista de Irán que jugaba en la posición de defensa.

## Carrera

### Club
| Periodo   | Club          |
| --------- | ------------- |
| 1964–1967 | Shahin FC     |
| 1967–1975 | Persepolis FC |

### Selección nacional
Jugó para Irán de 1968 a 1974 con la que jugó 38 partidos, ganó la Copa Asiática en dos ocasiones, participó en los Juegos Olímpicos de Múnich 1972 y en los Juegos Asiáticos de 1970 y 1974.

## Logros

### Club
- Iran Pro League: 3

1971/72, 1973/74, 1975/76
- Liga de Teherán: 1

1965/66

### Selección nacional
- Copa Asiática: 2

1968, 1972